# Meteorito de Sijoté-Alín

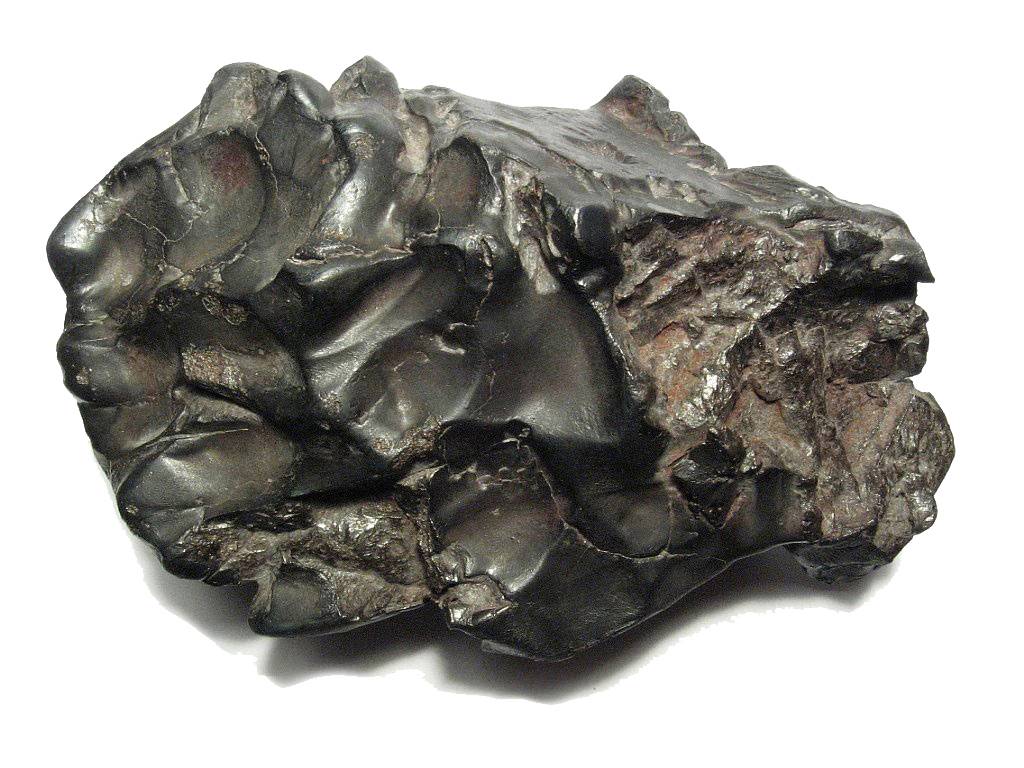
Imagen de un fragmento del meteorito de Sijoté-Alín

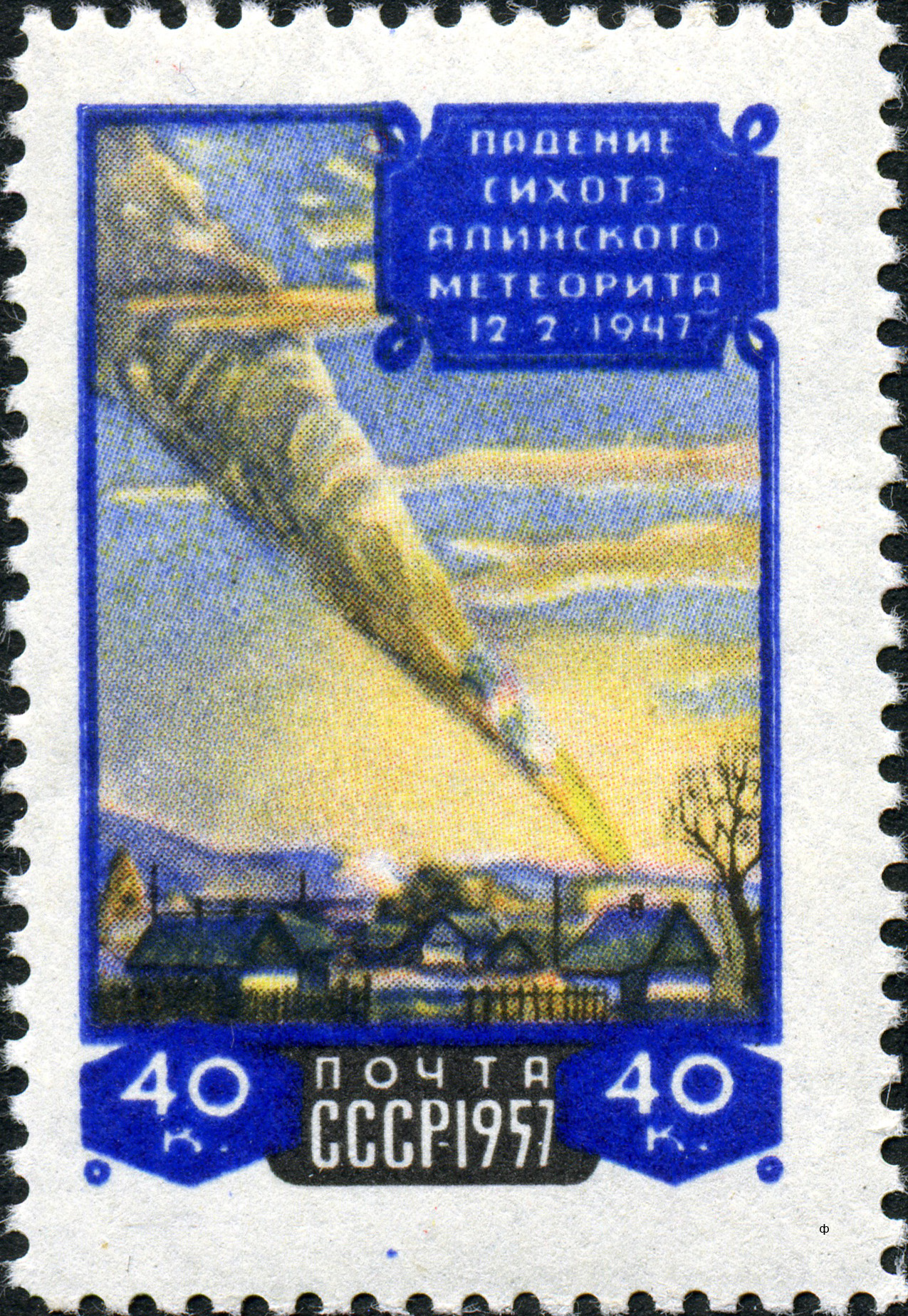
Sello soviético de 1957 dedicado a la caída del meteorito de Sijoté-Alín

El meteorito de Sijoté-Alín (en ruso: Сихотэ-оленский метеорит) o Sijoté-Alín (Сихотэ-Алинь) es un meteorito metálico caído en Rusia en 1947 sobre las montañas Sijoté-Alín. Esta lluvia de meteoritos fue la más grande de la historia reciente. Se estima que 23 toneladas de fragmentos sobrevivieron al ardiente paso por la atmósfera y llegaron a la Tierra.

## Historia
En torno a las 10:30 de la mañana del 12 de febrero de  1947 se pudo observar en las montañas Sijoté-Alín un gran bólido, más brillante que el Sol y procedente del norte, descendiendo en un ángulo de aproximadamente 41 grados. El fuerte fogonazo y el gran estruendo se pudieron detectar en un radio de 300 km a la redonda (punto de impacto, astroblema, cercano a Luchegorsk y aproximadamente a 440 km al noreste de Vladivostok). Una estela de humo de aproximadamente 32 kilómetros de altura permaneció en el cielo durante varias horas. Fue un suceso tan impactante que en 1957, para conmemorar su 10 aniversario, el servicio postal de la URSS lanzó un sello en el que se muestra la columna de humo. Se calcula que el peso de este bólido estaba entre las 20 y 23 toneladas en el momento de entrar en la atmósfera. Este suceso desató el interés de los geólogos y científicos de toda la URSS que acudieron al lugar para encontrar estos fragmentos con equipos de detección de metales y estudiar lo ocurrido. En 1950 se editó un documental de 10 minutos de duración sobre este meteorito.
El meteorito en el momento de entrada en la atmósfera viajaba a una velocidad de 14 km/s, es decir, a una velocidad de 50 400 km/h y comenzó a romperse en fragmentos, desencadenando la lluvia de meteoritos. A una altitud de 5,6 km la masa más grande rompió en una violenta explosión. A día de hoy miles de fragmentos de este meteorito se hallan desperdigados por las montañas de Sijoté-Alín. Se reconocen fácilmente como pegotes de hierro fundido. Aunque no se trate de una pieza extremadamente rara, es un meteorito bastante apreciado por los coleccionistas, ya sea por su importancia, por su reciente caída, o por su férrea belleza. El difícil acceso a la zona debido a una tupida masa forestal de taiga dificulta que coleccionistas de meteoritos puedan encontrar con comodidad los fragmentos desperdigados.
Los vestigios más comunes de este tremendo impacto no suelen exceder los dos centímetros ni pesar más allá de los 15 gramos. La pieza más grande encontrada hasta la fecha tiene un peso de 1745 kg y se encuentra en el museo geológico de Moscú.

## Composición
El meteorito de Sijoté-Alín se clasifica como un meteorito metálico que pertenece al grupo químico IIAB y con estructura de octahedrita gruesa. Se compone aproximadamente del 93 % de hierro, 5,8 % níquel, 0,42 % cobalto, 0,46 % fósforo y 0,28 % de azufre, con trazas de galio, germanio e iridio. También se ha detectado la presencia de taenita, plessite, pirrotina (troilite), cromita, camacita (kamacite) y schreibersita.